# Astochia cirrisetosa
Astochia cirrisetosa är en tvåvingeart som beskrevs av Daniels 1983. Astochia cirrisetosa ingår i släktet Astochia och familjen rovflugor. Inga underarter finns listade i Catalogue of Life.